# Miyeegombyn Enkhbold
Miyeegombyn Enkhbold (en mongol: Миеэгомбын Энхболд, nacido el 19 de julio de 1964) es un político mongol, primer ministro de Mongolia desde el 24 de enero de 2006 hasta el 22 de noviembre de 2007. Es el Secretario General del Partido Revolucionario del Pueblo Mongol. 
Enkhbold fue alcalde de la capital de Mongolia, Ulán Bator. 
Después de las elecciones legislativas de 2004, se forma una coalición entre el PRPM y la Unión Democrática. El primer ministro Tsakhiagiin Elbegdorj dimite el 13 de enero a raíz de la ruptura de la coalición entre su partido y el PRPM de Enkhbold. El 24 de enero el Gran Hural, el Parlamento mongol, inviste a Enkhbold al puesto de primer ministro a de cabeza de una coalición gubernamental entre el PRPM y pequeños partidos, excluyendo de hecho a la Unión Democrática de Elbegdorj. El 5 de noviembre de 2007 renunció como primer ministro y el 22 de noviembre de dicho año, asume Sanjaagiin Bayar como nuevo primer ministro.